# Mansakonko (LGA)
Mansakonko é uma das oito Áreas de Governo Local, na Gâmbia. Coincide com a divisão de Lower River. A capital é a cidade de Mansakonko.